# Se scorre il sangue
Se scorre il sangue (If It Bleeds) è la dodicesima antologia di racconti di Stephen King, pubblicata negli USA il 21 aprile 2020, uscita in Italia il 12 maggio dello stesso anno.
La raccolta è costituita da quattro novelle inedite ed è stata pubblicata a distanza di cinque anni dalla precedente, Il bazar dei brutti sogni (2015).

## Elenco delle novelle
| nº | Titolo italiano                 | Titolo originale     |
| -- | ------------------------------- | -------------------- |
| 1  | Il telefono del signor Harrigan | Mr. Harrigan's Phone |
| 2  | La vita di Chuck                | The Life of Chuck    |
| 3  | Se scorre il sangue             | If It Bleeds         |
| 4  | Ratto                           | Rat                  |

## Opere contenute

### Il telefono del signor Harrigan (Mr. Harrigan's Phone)
È il 2005 e Craig è un ragazzo di nove anni che vive ad Harlow nel Maine. Assieme al padre frequenta la Chiesa metodista e si presta come lettore durante la messa. Il signor John Harrigan, anch'egli frequentatore della Chiesa, chiede al padre del ragazzo se questo possa fargli visita di tanto in tanto per leggergli ad alta voce dei romanzi. Egli è un facoltoso finanziere in pensione venuto a vivere ad Harlow per allontanarsi dalla confusione delle grandi città. Sebbene da una parte il padre di Craig approvi le visite al signor Harrigan, dall'altra non trova congrua la compensazione economica di 5 dollari a settimana e di un gratta e vinci all'anno. Tuttavia, quando vince il primo premio, Craig può usarlo per soddisfare il suo desiderio di comprare un iPhone. Ne acquista anche un altro per il signor Harrigan, il quale inizialmente si rifiuta di usarlo ma, dopo aver scoperto che può ottenere informazioni sulla borsa in tempo reale ne rimane entusiasta. Poco tempo dopo, Harrigan muore improvvisamente. Il giovane Craig, recatosi nella sua magione per leggergli i romanzi come ogni settimana, trova il cadavere e, sconvolto, aspetta i soccorsi. Nello shock Craig si mette in tasca l'amato cellulare del defunto. Tempo dopo si scopre che il signor Harrigan aveva lasciato a Craig 800.000 dollari su un conto fiduciario per finanziare i suoi studi universitari e le sue future iniziative professionali.
Durante il funerale, Craig infila segretamente in tasca al defunto il telefono che aveva precedentemente prelevato. Il ragazzo inizia il nuovo anno scolastico in una nuova scuola ed è costretto a un rituale di iniziazione da un compagno di nome Kenny Yankovic, che gli impone di lucidargli le scarpe. Egli si rifiuta e, a una successiva festa scolastica, Yankovic, che nel mentre è stato espulso dalla scuola per altri reati, lo picchia. Una giovane e gentile insegnante, di nome Hargensen, trova Craig e ne cura le ferite. Quella sera Craig chiama il numero di telefono del signor Harrigan ed è scioccato dal fatto che funzioni ancora e che la segreteria telefonica stia rispondendo, quindi racconta all'iPhone cosa gli è successo quel giorno. Il giorno dopo, Kenny Yankovic verrà trovato impiccato. La polizia presume un suicidio o forse anche un tentativo fallito di masturbazione.
Dopo la scuola, Craig inizia a studiare giornalismo e poi inizia a lavorare come giornalista per un giornale locale. Viene a sapere che l' insegnante che l'aveva aiutato, la signora Hargensen, è morta in un incidente d'auto e che la causa dell'incidente è attribuita a Dean Whitmore, frequentemente ubriaco e già noto per altri reati simili. Il padre di Whitmore, uomo ricco e influente, gli fa ottenere una sospensione della pena. Craig quindi chiama di nuovo l'iPhone del signor Harrigan e racconta alla segreteria cosa è successo. Whitmore verrà quindi trovato impiccato. Alla fine, Craig getta il vecchio iPhone in un lago ed esprime il desiderio di essere sepolto a tasche vuote.

### La vita di Chuck (The Life of Chuck)
La storia è divisa in tre atti in ordine inverso.
- Atto III: Grazie, Chuck!

Marty Anderson torna a casa dal lavoro, ma, durante un forte temporale, rimane bloccato in un ingorgo. In attesa nel traffico, nota un cartellone pubblicitario che mostra un contabile sconosciuto seduto alla scrivania con una scritta rossa: "39 SPLENDIDI ANNI! GRAZIE, CHUCK!". Quando quella sera, finalmente, Marty torna a casa, va a fare visita alla sua ex moglie Felicia e nota l'immagine di Chuck apparire ovunque. Apprende anche la notizia che delle tempeste e dei terremoti si sono diffusi in tutto il paese e le persone provenienti da zone costiere come la California devono fuggire nell'entroterra. Il messaggio di Chuck appare ovunque, in radio, in TV e anche su Internet. Mentre il mondo sembra sgretolarsi lentamente, in un ospedale, Chuck (di effettivamente trentanove anni) sta morendo per un tumore al cervello circondato dalla sua famiglia (la moglie, il figlio Brian e il cognato Douglas "Doug" Beaton); mentre lui passa a miglior vita, Marty e Felicia vedono le stelle scomparire, e l'ex marito, prima che l'oscurità li avvolga, cerca di dirle che la ama.
- Atto II: Artisti di strada

Ripensando alla sua vita, Chuck ricorda in particolare un viaggio d'affari a Boston. Lì incontra un artista di strada che suona la batteria, ed è così entusiasta del suo modo di suonare che perde il controllo ed inizia a ballare come un matto. Janice Halliday, una ragazza che sta assistendo allo spettacolo, è stata appena lasciata via SMS dal suo fidanzato, ed è quindi depressa, ma viene contagiata da Chuck e anche lei comincia a ballare. Gli spettatori sono così colpiti dai due ballerini che il cappello del musicista si riempie presto di molte banconote. Dopo l'evento i tre parlano di questo momento magico, e si dividono le entrate tra loro. Tornato a casa, Chuck è colpito da un forte mal di testa.
- Atto I: Contengo moltitudini

Chuck rimane orfano a dieci anni dopo che i suoi genitori rimangono coinvolti in un incidente d'auto, e viene allevato dai nonni paterni. La nonna, in particolare, scopre il suo talento per la danza. In casa, c'è una parte della casa sotto chiave, la cupola. Qunado Chuck riesce finalmente ad aprire la stanza, vede se stesso morire in un letto d'ospedale attaccato ad un macchinario che emette dei bip. Dopo tale visione si chiede quanto sarebbe ancora vissuto e decide che comunque avrebbe affrontato la vita fino alla fine.

### Se scorre il sangue (If It Bleeds)
È il dicembre del 2020 e Holly Gibney, dell'agenzia investigativa Finders Keepers, sta lavorando al caso di un cane scomparso quando in TV nota che il giornalista Chet Ondowsky sta parlando di un attentato a una scuola. A tarda notte, si sintonizza nuovamente sul servizio e si rende conto che c'è qualcosa che non va nel reporter Ondowsky dato che è stato il primo ad arrivare sulla scena. La detective sospetta che sia un cosiddetto Outsider (una creatura che ha già affrontato in passato), uno di quegli esseri maligni e soprannaturali che si nutrono delle emozioni negative causate dalle disgrazie.
Attraverso il suo psicologo apprende di un paziente che sa riconoscere gli Outsider. Gibney riesce ad incontrare il paziente, Don Bell, ed entrambi concordano sul fatto che dietro l'attentato ci fosse Ondowsky. Quando Holly affronta il giornalista, Ondowsky conferma l'accusa. Holly Gibney finge un ricatto per attirarlo presso la sua agenzia investigativa. Ondowsky intende sbarazzarsi di Holly, ma ella è preparata e lo uccide nella tromba dell'ascensore. La trama principale si intreccia con il racconto della difficile relazione tra Holly e la madre.

### Ratto (Rat)
È il 2018 e Drew Larson, scrittore e professore, ha scritto molti racconti di successo ma da tempo desidera scrivere un romanzo. Decide così di prendersi un anno sabbatico dal lavoro universitario e di ritirarsi in una vecchia casa di campagna nella foresta per dedicarsi appieno al progetto. La moglie Lucy e i figli non sono entusiasti del piano poiché Drew, in un precedente tentativo, era quasi finito coll'impazzire. Lui si rifiuta di essere dissuaso e guida fino alla casa di campagna appartenuta a suo padre nella località di TR-90. Il proprietario del piccolo negozio di alimentari vicino a casa gli racconta che l'uomo che si occupava della casa di campagna quando la famiglia era assente si è sparato davanti a essa. Drew si stabilisce in casa e inizialmente se la cava bene con il suo romanzo western, ma poi il blocco dello scrittore si fa sentire. Ma neanche l'annuncio di un imminente forte temporale lo convince a lasciare la casa. Drew rimane al cottage e affronta la tempesta. Quando questa infuria, alcuni alberi cadono vicino alla casa. Drew esce a controllare che qualcosa non sia stato distrutto. Davanti alla porta di casa trova un ratto completamente esausto e gelido, lo porta dentro e lo lascia riscaldare davanti al camino. Quando il ratto si riprende, comincia a parlare e gli annuncia che potrà completare il suo romanzo quando qualcuno di importante per lui morirà. Drew, frustrato dal blocco dello scrittore, scende a patti. Quando è chiaro che non si tratta della moglie o dei figli, ma probabilmente del capo del dipartimento della sua università, Al Stamper, gravemente malato di cancro, accetta questo patto. Come profetizzato, Drew riesce a scrivere il suo libro, a pubblicarlo e ad avere successo. Anche Al Stamper si riprende, e Drew finisce col dimenticare il suo patto con il ratto finché Al Stamper e la moglie muoiono in un incidente d'auto. La profezia si è dunque avverata. In seguito allo scrittore sembra di sentire la parola "ratto" in ogni discorso che sente e si innervosisce. Il ratto riappare e Drew gli pone domande sul patto che hanno stretto e, preso dal senso di colpa per la morte dell'amico, in uno scatto d'ira cerca di uccidere l'animale, che invece si infila in un buco nel muro sparendo per sempre dalla sua vita.

## Citazioni
- La prima novella è ambientata nella città di Harlow, una località già apparsa in altre storie come N. e Revival.

- Nella terza novella, che dà il titolo al volume, compare per la quinta volta il personaggio dell'investigatrice Holly Gibney, già apparso nella trilogia di Mr. Mercedes (2014-2016) e nel romanzo The Outsider (2018)[2].
- La piccola città di TR-90, che appare nella quarta novella, è un'area non incorporata già utilizzata dall'autore in altre storie come Mucchio d'ossa, La bambina che amava Tom Gordon e Cell.

## Edizioni
- Stephen King, Se scorre il sangue, traduzione di Luca Briasco, Sperling & Kupfer, 2020, p. 512, ISBN 9788820069131.